# Vitbrynad sparvvävare
Vitbrynad sparvvävare (Plocepasser mahali) är en fågel i familjen vävare inom ordningen tättingar.

## Utseende och läte
Vitbrynad sparvvävare är en stor och tydligt tecknad vävare i brunt och vitt. Det vita ögonbrynssstrecket, vita vingbandet och vita övergumpen är tydligt. Liknande brunkronad sparvvävare har brun övergump och kastanjebrunt huvud, ej mörkbrunt, med annorlunda mönster. Sången är ljus, varierad och metallisk, som en syntetiserad laserpistol.

## Utbredning och systematik
Vitbrynad sparvvävare delas in i fyra underarter:
- Plocepasser mahali melanorhynchus – förekommer från Sudan till Kenya
- Plocepasser mahali ansorgei – förekommer från södra Angola till nordligaste Namibia
- Plocepasser mahali pectoralis – förekommer i Tanzania, Zambia, Malawi, Moçambique, Zimbabwe, Botswsana
- Plocepasser mahali mahali – förekommer i södra Namibia, södra Botswana, södra Zimbabwe och Sydafrika

## Levnadssätt
Vitbrynad sparvvävare ses i familjegrupper i torra törnbuskmarker och torra lövskogar. Där bygger de rätt slarviga bon i träden, men födosöker mestadels på marken efter frön och insekter.

## Status
Arten har ett stort utbredningsområde och beståndet anses stabilt. Internationella naturvårdsunionen IUCN listar den därför som livskraftig (LC).

## Bilder

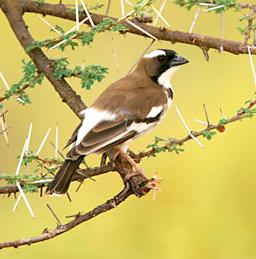
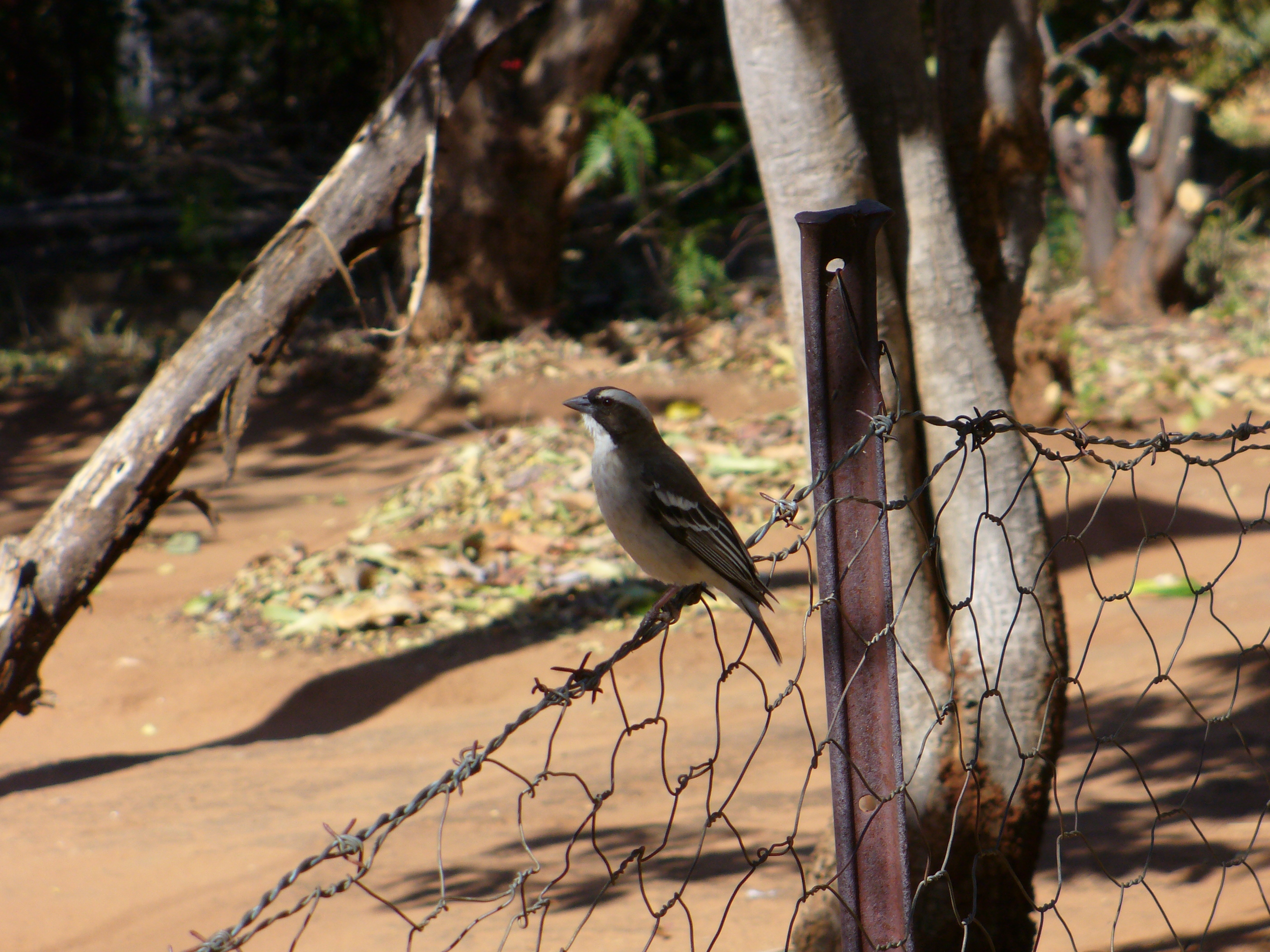
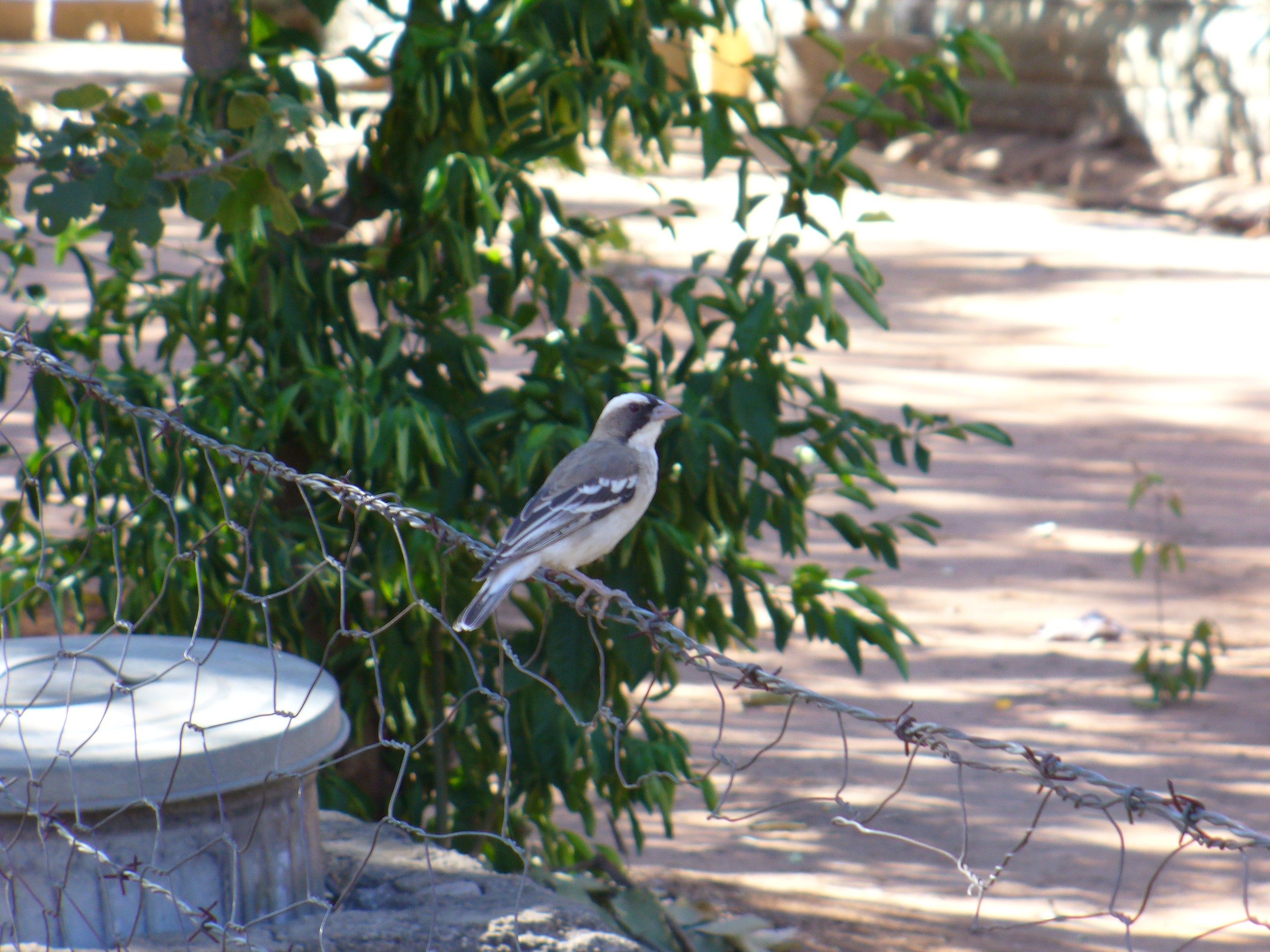